# Cueva de la Horadada
La cueva de la Horadada o cueva Horadada es un abrigo con representaciones rupestres localizado en el término municipal de San Roque, provincia de Cádiz (España). Pertenece al conjunto de yacimientos rupestres denominado Arte sureño, muy relacionado con el arte rupestre del arco mediterráneo de la península ibérica. 
Este abrigo descubierto por Dorothy Garrod y Harry Milton en la Sierra del Arca en 1926 fue descrito por el investigador francés Henri Breuil en 1929 en su obra Rock paintings of Southern Andalusia. A Description of a neolithic and copper age Art Group. El abrigo está abierto al sur y se encuentra en un peñón doble que corona una colina sobre el arroyo de la Doctora. 
De los tres abrigos presentes en el peñón solo uno tiene representaciones. Tiene una anchura de 16 metros y algo más de 2 metros de altura. Aparecen varias representaciones pictóricas muy degradadas por la acción del viento del mar. Breuil identifica unos zoomorfos realizados con pigmento rojo. Sin embargo Uwe Topper en 1975 habla de una inscripción debido a lo esquemático de las imágenes. Identifica así una figura con cuatro patas y cola y dos figuras con forma de pi (Π) además de otros dos que no se observan con claridad.